# Grand Hotel Prague Towers
Grand Hotel Prague Towers (původně pojmenovaný Hotel Forum, později Corinthia Towers) je výšková budova pětihvězdičkového hotelu v pražských Nuslích poblíž Kongresového centra Praha. Stavba hotelu byla zahájena v roce 1984 a dokončena v roce 1988. Je vlastněn společností International Hotel Investments registrovanou na Maltě. Od dubna 2024 komplex provozuje síť Czech Inn Hotels, která je dlouhodobým nájemcem, a změnila název hotelu na "Grand Hotel Prague Towers". Hotel má 539 ubytovacích pokojů.

## Popis

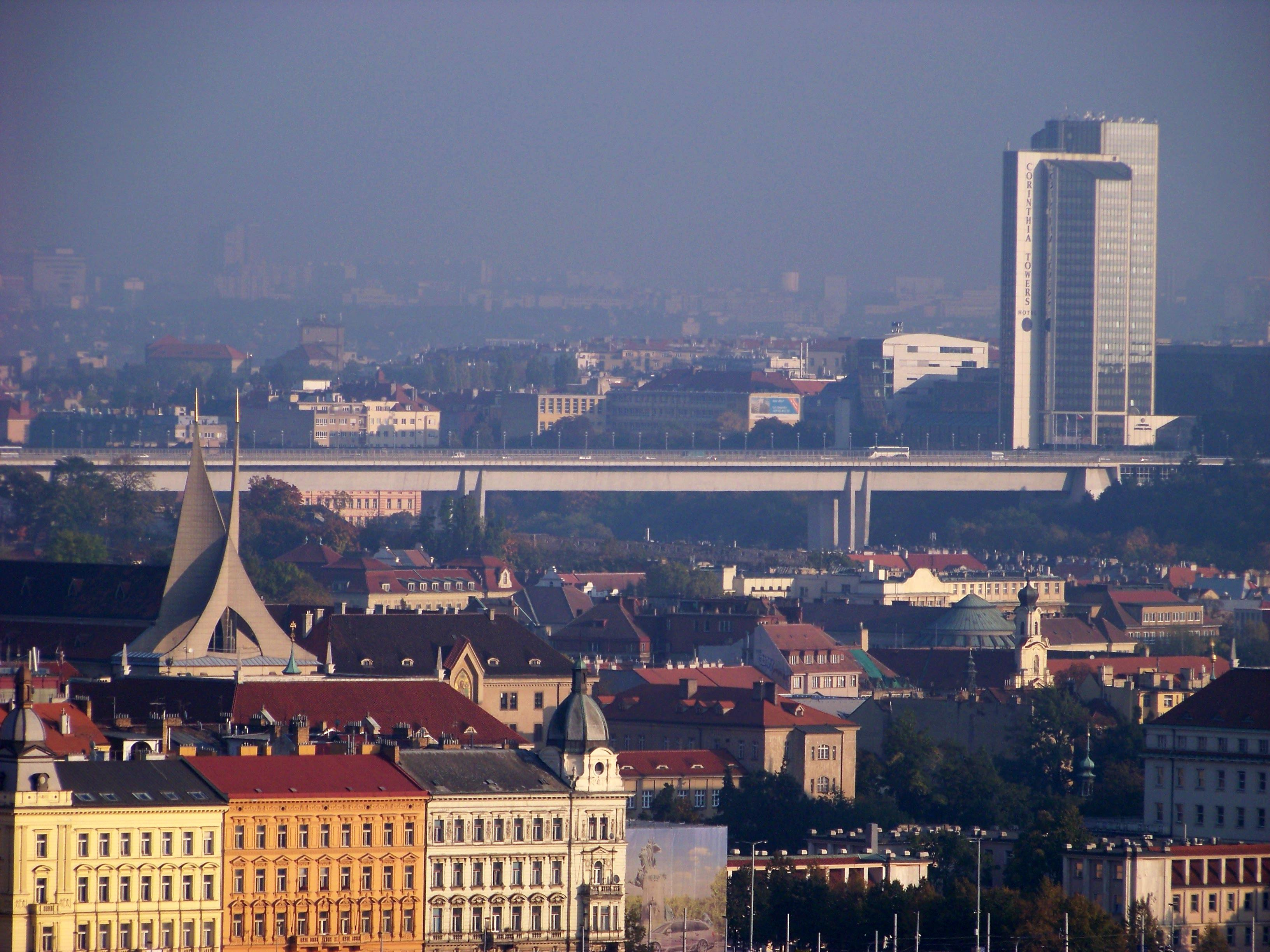
Hotel zcela vpravo nad Nuselským údolím a Nuselským mostem

Budova hotelu Prague Towers má celkem 26 podlaží, z čehož 24 je nadzemních. Celková výška činí 84 metrů, anténa dosahuje až do výšky 90 metrů.
Uvnitř budovy se nachází 539 pokojů, v posledním se nachází 14 m dlouhý plavecký bazén a wellness a fitness zóna se soláriem, suchou a parní saunou Apollo Day Spa. V hotelu se nachází také několik restaurací, barů a kaváren, k dispozici je 25 kongresových sálů a zasedacích místností, největší s kapacitou pro 700 osob, hotelová prádelna, parkování a garáže s mycí linkou a samozřejmostí je bezplatné připojení wi-fi v celém hotelu. Budova hotelu je bezbariérová, je zde 5 pokojů určených pro osoby na vozíčku.

## Okolí
Budova se nachází několik desítek metrů od hrany Nuselského údolí u stanice metra Vyšehrad (linka C) a od tubusu Nuselského mostu, který je součástí Pražské magistrály. V dohledu je i historická Nuselská radnice (400 m východně). V Čiklově ulici v Nuselském údolí asi 200 m pod hotelem se nachází Umělecká zahrada v Nuslích.